# Transoxanien
Transoxanien (egentlig: "det land, som ligger på den anden side af floden Oxus") eller Ma Wara'un-Nahr (Arabisk: ما وراء النهر) og Farārood (Persisk: فرارود) er det område af Centralasien, som ligger mellem floderne Syr Darja (oldtidens Jaxartes) og Amu Darja (oldtidens Oxus) sydøst for Aralsøen. Det svarer til nutidens Usbekistan, Tadsjikistan og det sydvestlige Kasakhstan. Ørkenen Kysylkum er en stor del af området, men dalen langs floden Zaravshan, hvor byerne Samarkand og Bukhara ligger, har siden oldtiden været frugtbart, kunstvandet landbrugsland.
Når man bruger ordet i nutiden, betyder det oftest, at man taler om regionen i tiden før det 8. århundrede, selv om udtrykket stadig blev brugt af vestlige historikere flere hundrede år efter. I det iranske epos Shahnameh, der blev skrevet af digteren Ferdowsi, er Transoxanien hjemsted for de iranske nomadestammer og Oxus er grænsefloden mellem Iran og Turan.
Regionen var et af det iranske Achæmenidedynastiet satrapier, og det blev dengang kaldt Sogdanien. Navnet Transoxanien er af latinsk oprindelse, og det beskriver regionen perfekt fra grækeres og romeres synsvinkel, men også det arabiske navn, mā wara` an-nahr, (= "det som ligger på den anden side af floden") hentyder til det samme forhold.

## Historie
Betegnelsen Transoxanien blev hængende i europæisk bevidsthed på grund af Alexander den Stores erobringer, hvor Transoxanien var det nordøstligste hjørne. De medførte, at hellenistisk kultur nåede frem til regionen i det 4. århundrede f.Kr.. I realiteten opstod der en blanding af græsk, iransk, kinesisk og buddhistisk kultur (se Serindisk kultur), som holdt sig frem til den islamiske erobring. Under Sassanidedynastiet blev det ofte kaldt Sogdanien, et provinsnavn, som var overtaget fra Achæmenidernes tid, og som blev brugt for at skelne regionen fra det nærliggende Baktrien. Under Sasaniderne blev regionen en vigtig centrum for kultur og videnskab på grund af en effektiv kongemagt og den rigdom der kom af, at Silkevejen passerede gennem landet. Mange af de iranske adelige og herremænd undslap til regionen efter den muslimske invasion.
Transoxaniens vigtigste byer er Samarkand og Bukhara, som begge ligger ved floden Zeravshan i den sydlige del af området, men alligevel nord for Amu Darya, hvor hovedparten af landet var tørre, men frugtbare sletter. Begge byer blev ved med at være centre for iransk kultur og civilisation efter den islamiske erobring af Iran, og de spillede en nøglerolle i genoplivelsen af Iransk kultur under Samanidedynastiet.
Djengis Khan invaderede Transoxanien i 1219 under sin erobring af Khwarezm. Før sin død i 1227, tildelte hans sin søn, Chagatai, landområderne i det vestlige Centralasien, og regionen blev kendt som Chagataikhanatet. I 1369 blev Timur af Barlasstammen den reelle hersker, selv om han fastholdt en ceremoniel funktion for Chagatai Khans dynasti, og han gjorde Samarkand til hovedstad i sit kommende rige.